# Tablero de damas
Un tablero de damas es un tipo de tablero cuadrado provisto con un patrón a cuadros, en el que se juega a las damas. Habitualmente consta de 64 cuadrados (8×8) de colores alternativos oscuros y claros, típicamente verde y beige (torneos oficiales), negro y rojo (comercial de consumo) o blanco y negro (diagramas impresos). El tablero de 8×8 se utiliza para jugar muchos otros juegos, incluido el ajedrez, por lo que también se conoce como tablero de ajedrez. Otros tableros rectangulares de casillas cuadradas también se denominan a menudo tableros de damas. 

## Galería

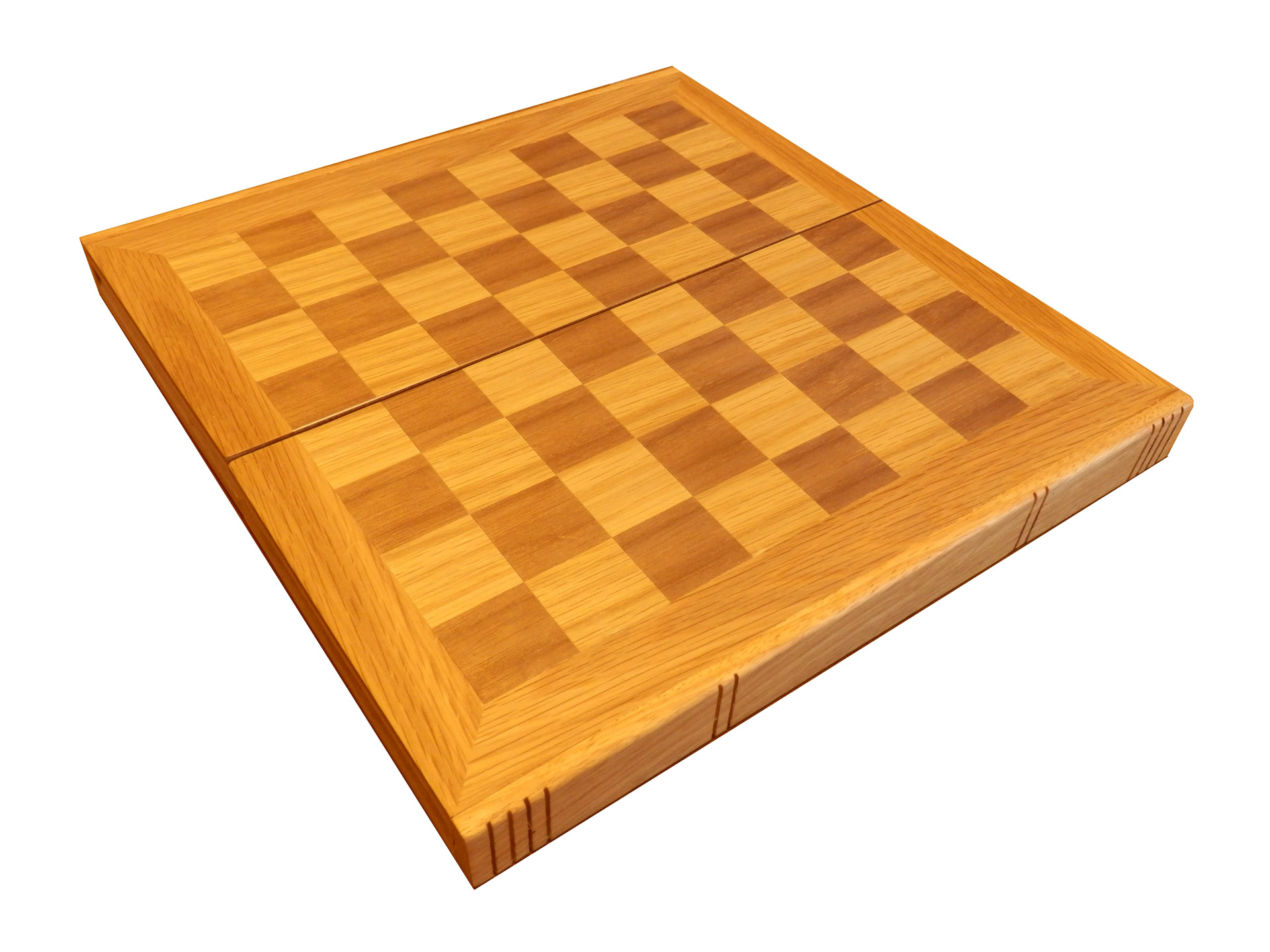
Un tablero de damas de 8x8 vacío
Un diagrama de tablero de damas de 8×8 vacío
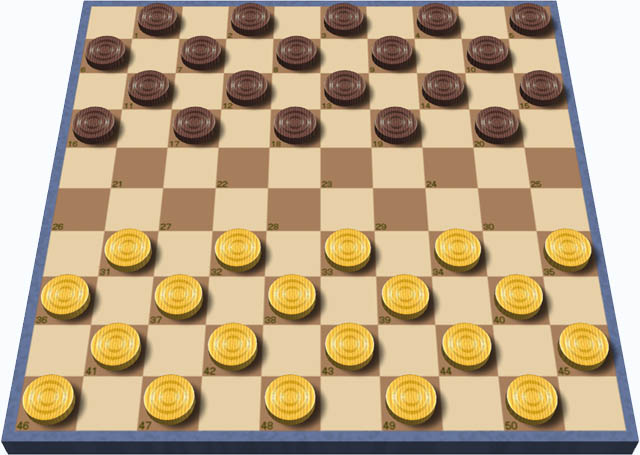
La configuración de apertura de damas internacionales, que utiliza un tablero de 10×10
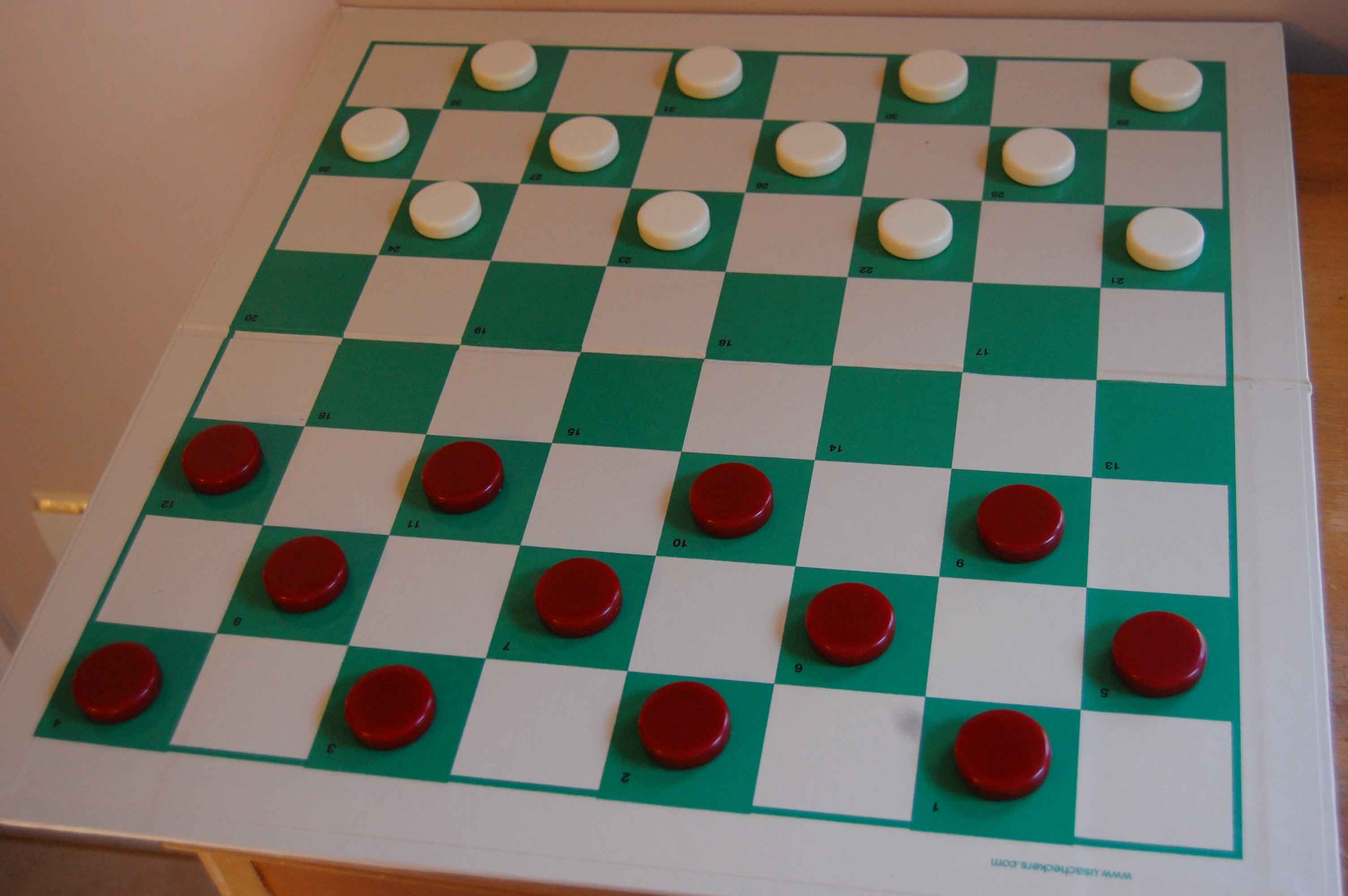
Torneo de damas estándar
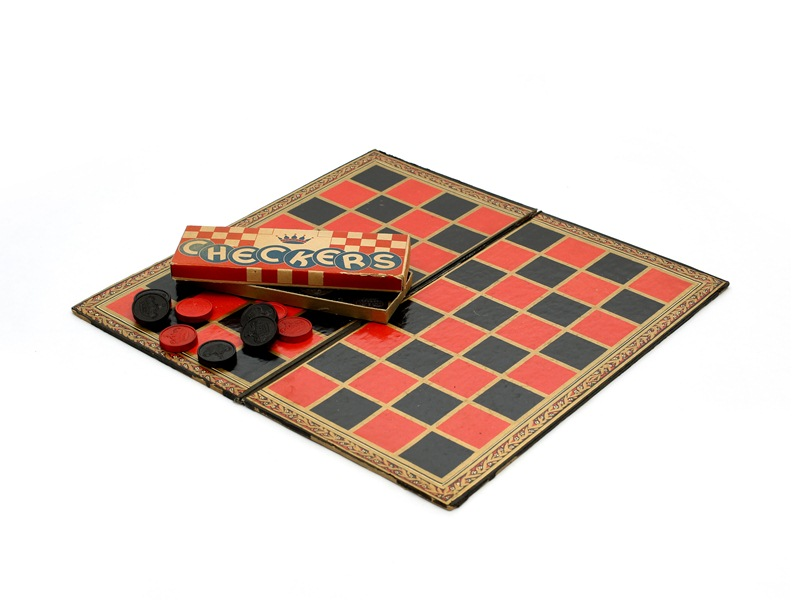
Ejemplar exhibido en la colección permanente del Museo de los Niños de Indianápolis

## Descripción matemática
Dada una matriz con {\displaystyle m} filas y {\displaystyle n} columnas, una función {\displaystyle f(m,n)}, 
{\displaystyle \displaystyle {f(m,n)}={\begin{cases}{\text{black}}&{\text{if}}\ m\wedge 1=n\wedge 1\,,\\{\text{white}}&{\text{if}}\ m\wedge 1\neq n\wedge 1\\\end{cases}}}
o alternativamente, 
{\displaystyle \displaystyle {f(m,n)}={\begin{cases}{\text{black}}&{\text{if}}\ m+n{\text{ is even}},\\{\text{white}}&{\text{if}}\ m+n{\text{ is odd}}\\\end{cases}}}
El elemento {\displaystyle (m,n)=(0,0)} es negro y representa la esquina inferior izquierda del tablero. 

## Juegos y rompecabezas usando tableros de ajedrez
Martin Gardner presentó rompecabezas basados en tableros de ajedrez en su Columna de Juegos Matemáticos de noviembre de 1962 en la revista Scientific American. Un tablero cuadrado con un patrón alterno se usa para juegos que incluyen: 
- Amazonas
- Chapayev
- Ajedrez y algunas de sus variantes (véase tablero de ajedrez)
- Damas checas
- Damas
- Damas frisonas
- Gounki
- Damas internacionales
- Damas italianas
- Líneas de Acción
- Damas americanas
- Damas rusas

Los siguientes juegos requieren un tablero de 8×8, y a veces se juegan en un tablero de ajedrez: 
- Arimaa
- Breakthrough
- Crossings
- Mak-yek
- Makruk
- Ajedrez marciano